# Bob Allen (zanger)
Bob Allen (Cincinnati, 1913 – 24 april 1989) was een Amerikaanse zanger en orkestleider in het bigband-tijdperk.
Allen studeerde zang aan het conservatorium in zijn geboorteplaats. In 1933 werd hij de tweede zanger in het orkest van Hal Kemp, waar hij de stevigere nummers voor zijn rekening nam, terwijl Skinnay Ennis de rustige songs deed. In 1938 werd Allen de eerste zanger. Na de dood van Kemp in 1940 was Allen korte tijd de nieuwe leider, tot de band uit elkaar viel. Allen werd daarna de bandleider van de groep van Vince Patti. Ook dit avontuur duurde maar kort en in 1944 werd Allen zanger bij Tommy Dorsey. Een jaar later ging hij in dienst. Na zijn tijd in het leger ging hij, vanaf 1946, freelancen en zong hij in de orkesten van onder meer Carmen Cavallaro, Isham Jones en Hoagy Carmichael. Ten slotte trok hij zich terug uit de muziekwereld en werd hij zakenman.

## Bron
- Biografie op Solid!

- Biblioteca Nacional de España: XX1700072
- Bibliothèque nationale de France: cb141491694 (data)
- Library of Congress Control Number: n91109793
- MusicBrainz: 3b0813d0-dcac-4361-b7c3-818fec86a49e
- Istituto Centrale per il Catalogo Unico: PALV048428
- Virtual International Authority File: 46878779
- WorldCat: E39PBJdRxpYvf4RkGkHv44JRrq